# Cuộc tấn công Kharkiv năm 2024
Cuộc tấn công Kharkiv năm 2024 (2024 Kharkiv offensive) đã  bắt đầu khi chiến dịch tấn công Kharkiv Oblast của quân Nga đã được mở màn vào ngày 10 tháng 5 năm 2024. Chiến sự diễn ra khi quân Nga pháo kích và cố gắng chọc thủng hệ thống phòng thủ của Lực lượng vũ trang Ukraina theo hướng Vovchansk và Kharkiv. Trong những tháng đầu tiên của cuộc chiến với Ukraina, Lực lượng vũ trang Nga đã chiếm được phần lớn vùng đông bắc Kharkiv Oblast, bao gồm các thị trấn Kupiansk, Izium, Shevchenkove và Balakliia. Ukraina đã không xây dựng được phòng tuyến kiên cố ở Kharkov do liên tục bị Nga bắn phá và thiếu đạn dược để đáp trả, khiến họ nhanh chóng thất thế khi Nga mở mũi tiến công. Tổng thống Ukraina Volodymyr Zelensky thì quân đội Nga tiến được gần 10km vào Kharkov trong cuộc tấn công nhưng vẫn chưa xuyên thủng được tuyến phòng thủ “kiên cố và vững chắc nhất” của Ukraina, Volodymyr Zelensky khẳng định mặt trận Kharkov hiện đã ổn định, sau cuộc tấn công của Nga từ vùng Belgorod.
Bước tiến của các lực lượng Nga đã chậm lại ở mặt trận Kharkov do Ukraine triển khai các loại vũ khí mới của Mỹ như bom GLSDB (bom đường kính nhỏ phóng từ mặt đất), tên lửa Javelin và đạn pháo 155 mm. Sau đó, Ukraina tuyên bố phản công, đẩy lùi lực lượng Nga khỏi Kharkov, quân đội Ukraine đã giành quyền kiểm soát tác chiến ở các khu vực mà Nga đột kích trước đó ở phía bắc tỉnh Kharkov. Tổng thống Ukraina Volodymyr Zelensky cũng nói rằng Ukraina chịu thương vong chỉ bằng 1/8 so với Nga khi Moscow mở các mũi tiến công dồn dập vào Kharkov trong thời gian qua, cuộc tấn công của Nga ở Kharkov khiến Moscow chịu thiệt hại về nhân lực gấp 8 lần Ukraina Lực lượng vũ trang Ukraina đã triển khai khoảng 7 lữ đoàn theo hướng Kharkov. Con số này gần gấp đôi so với binh lực của Nga hiện có trên mặt trận từ Volchansk đến Liptsy, lực lượng Kiev lên kế hoạch thực hiện các hành động phản công và bộ chỉ huy quân đội Nga đang chuẩn bị sẵn sàng đẩy lùi các cuộc tấn công này.

## Bối cảnh
Sau cuộc phản công Kharkiv năm 2022, lực lượng Ukraina đã có thể chiếm lại các khu định cư này và đẩy lực lùi lượng Nga ra khỏi gần như toàn bộ tỉnh Kharkiv. Trong những tháng đầu năm 2024, có nhiều báo cáo cho biết quân đội Nga đang xây dựng lại lực lượng ở phía bắc để tiến hành một cuộc tấn công mới theo hướng Kharkiv dự kiến vào cuối năm 2024. Quân đội Nga đang tranh thủ lúc Ukraina chưa nhận được đủ vũ khí và quân số bổ sung để kéo giãn hơn nữa lực lượng đối phương, hạ sĩ khí của Ukraine bằng đòn đánh vào Kharkov, các nhà phân tích quân sự cho rằng cuộc tấn công mới của Nga khó có thể lan tới đường phố Kharkov. Quân đội Ukraina được cho là đã xây dựng hệ thống phòng thủ phức tạp xung quanh thành phố như hàng dặm chiến hào, dây thép gai, mìn và hệ thống răng rồng. Thực tế tới nay phía Nga chưa đưa ra bất kỳ thông tin nào liên quan tới hoạt động ở Kharkov. Các ý kiến về khả năng Nga dồn sức chiếm thành phố này cũng là chủ đề gây tranh cãi trong giới chuyên gia. Phe hoài nghi cho rằng khó có chuyện Nga dồn từ 100.000 tới 150.000 quân để đánh chiếm Kharkov.  Thực ra các quan chức Ukraine cũng nhận định hiện nay chưa thấy mối đe dọa về việc Nga tấn công mạnh ở Kharkov, thậm chí nguồn tình báo cũng không ghi nhận cuộc tập trung binh lính quy mô lớn từ phía Nga.. Mục tiêu của Nga có thể là lập vùng đệm quân sự ở đây, nhằm đẩy hỏa lực Ukraina ra xa các vùng biên giới của Nga. Ngoài ra, Nga dường như đang tìm cách hút nguồn lực của Ukraina từ mặt trận miền Đông, nơi quân Nga có những bước tiến tương đối chậm chạp và sa lầy.

## Chiến sự
Theo Bộ Quốc phòng Ukraina thì lực lượng Nga đã pháo kích vào các vị trí bằng bom dẫn đường theo hướng Vovchansk vào ban ngày và bồi hỏa lực từ pháo binh vào ban đêm. Một nỗ lực vượt qua chiến tuyến được ghi nhận vào lúc 5 giờ sáng ngày 10 tháng 5 năm 2024 khi có tới 4 đến 5 tiểu đoàn bộ binh Nga từ một lực lượng mới được thành lập đã vượt qua biên giới tràn vào và được cho là đã chiếm lấy các ngôi làng Krasne, Borysivka, Strilecha và Pylna. Lực lượng vũ trang Ukraina sau đó ra kêu gọi người dân ở phía bắc tỉnh Kharkiv phải sơ tán. Ngày 12 tháng 5 năm 2024, Bộ Quốc phòng Nga tuyên bố rằng lực lượng của họ đã chiếm được các làng Hatyshche, Krasne, Morokhovets và Oliinykove. Ngày 13 tháng 5 năm 2024, các nguồn tin của Nga cho biết lực lượng Ukraine đã rút một phần ra khỏi làng Ternova sau các cuộc đụng độ gần đó tuy nhiên hiện chưa rõ tình trạng của ngôi làng. Ngày 18 tháng 5 năm 2024, Nga tuyên bố đã nắm quyền kiểm soát ngôi làng Starytsia.
Trong chiến dịch này thì trận Vovchansk là tâm điểm trước tiên. Vovchansk bắt đầu hứng chịu hỏa lực pháo binh hạng nặng vào đêm ngày 10 tháng 5 năm 2024 và kéo dài sang ngày hôm sau. Quân Nga tiến về Vovchansk sau khi chiếm được Zelene và Lukiantsi vào ngày 12 tháng 5 năm 2024 và đã chiếm được Nhà máy chế biến thịt Vovchansky (Вовчанський м'ясокомбінат) nằm ở phía bắc thành phố. Bộ Tổng tham mưu Lực lượng vũ trang Ukraina cho biết trên Instagram rằng "hiện tại, kẻ thù đã thành công về mặt chiến thuật". Tình hình mặt trận Kharkov xấu đi nhanh chóng tại Volchansk, quân đội nước này đã bị đẩy về cố thủ trong một khu vực nhỏ hẹp nên quân Ukraina ở Kharkov đã bị dồn vào thế dựa chân tường Tạp chí Forbes đưa tin rằng lực lượng Ukraina đã triển khai CV90 của Thụy Điển ở Vovchansk. Vào ngày 20 tháng 5 năm 2024, Phó Thống đốc Roman Semenukha tuyên bố rằng Ukraina vẫn kiểm soát 60% Vovchansk. Giao tranh diễn ra trong từng ngôi nhà trong thành phố cũng được báo cáo. Lính Ukraina khi được phỏng vấn cho rằng tình hình ở Vovchansk còn "tệ hơn cả Bakhmut". Ukraina sau đó mở cuộc điều tra trong nội bộ lực lượng nhằm tìm ra nguyên nhân Nga đã đạt được đà tiến nhanh chóng ở Kharkov trong 2 tuần để điều tra các cáo buộc cho rằng sự bất cẩn của các đơn vị Kiev đã tạo điều kiện cho Nga xâm nhập vào phía đông bắc đất nước.